# Mortification
Mortification är ett kristet extrem-/dödsmetallband bildat år 1990 i Moorabbin i Victoria i Australien av musikerna Steve Rowe, Cameron Hall och Jayson Sherlock.Detta i samband med att den tidigare heavy metal-gruppen Lightforce (1985-1990) splittrats. Bandets mest uppmärksammade skiva är Scrolls of the Megilloth från 1992.

## Medlemmar

### Nuvarande
- Steve Rowe, bas och sång (1990–idag)
- Lincoln Bowen, gitarr, bakgrundssång (1996–2001, 2011–idag)
- Andrew Esnouf- trummor (2011–idag)

### Tidigare
- Cameron Hall – gitarr (1990)
- Jayson Sherlock – trummor, bakgrundssång (1990–1993)
- Michael Carlisle – gitarr, bakgrundssång (1991–1994)
- Phil Curlis–Gibson – trummor (1993–1994)
- George Ochoa – gitarr, klaviatur (1994–1996)
- Keith Bannister – trummor, bakgrundssång (1996–1999)
- Adam Zaffarese – trummor (2000–2003, 2008–2011)
- Jeff Lewis – gitarr (2002)
- Michael Jelinic – gitarr (2002–2011)
- Mike Forsberg – trummor (2003–2005)
- Damien Percy – trummor (2005–2008) (avliden 2018)
- Dave Kilgallon – trummor (2008)
- Troy Dixon – gitarr (2011)
- Jason Campbell – gitarr, sång (1995)
- Dave Kellogg – gitarr (1995)
- Josh Rivero – gitarr (1995)
- Bill Rice – trummor (1995)

## Diskografi

### Studioalbum
- Mortification (1991)
- Scrolls of the Megilloth (1992)
- Post Momentary Affliction (1993)
- Blood World (1994)
- Primitive Rhythm Machine (1995)
- EnVision EvAngelene (1996)
- Triumph of Mercy (1998)
- Hammer of God (1999)
- The Silver Cord is Severed (2001)
- Relentless (2002)
- Brain Cleaner (2004)
- Erasing the Goblin (2006)
- The Evil Addiction Destroying Machine (2009)
- Realm of the Skelataur (2015)

### Demoalbum
- Break the Curse (1990)

### Livealbum
- Live Planetarium (1993)
- Noah Sat Down and Listened to the Mortification Live EP While Having a Coffee (1996, EP)
- Live Without Fear (1996)
- 10 Years Live Not Dead (2000)
- Live Humanitarian (2006)